# Jermaine Taylor
Jermaine Taylor, född 14 januari 1985 i Portland, är en jamaicansk fotbollsspelare som spelar för amerikanska Austin Bold. Han har även spelat för Jamaicas landslag.

## Karriär
Jermaine Taylor startade sin karriär i Harbour View, där han var med om att vinna ligan 2007. Under 2009 flyttade han med sin bror Ricardo för spel med St. George's.
I februari 2011 skrev Taylor på för MLS-klubben Houston Dynamo. Efter säsongen 2015 förlängdes inte hans kontrakt och då blev Taylor tillgänglig för MLS Re-Entry Draft, där han blev vald som 20:e spelare av Portland Timbers.
För Jamaicas landslag gjorde Taylor debut 2004 och han har bland annat spelat i Copa América 2015 och Copa América 2016. Han var även med och vann silver i CONCACAF Gold Cup 2015.

## Meriter
Harbour View
- National Premier League: 2007

Jamaica
- Karibiska mästerskapet: 2005, 2010, 2014
- CONCACAF Gold Cup
  - Silver: 2015